# Cantonul Le Lauzet-Ubaye
Cantonul Le Lauzet-Ubaye este un canton din arondismentul Barcelonnette, departamentul Alpes-de-Haute-Provence, regiunea Provence-Alpes-Côte d'Azur, Franța.

## Comune
- La Bréole
- Le Lauzet-Ubaye (reședință)
- Méolans-Revel
- Pontis
- Saint-Vincent-les-Forts